# Transport ferroviaire en Iran
Le transport ferroviaire en Iran est principalement assuré par la Compagnie des chemins de fer de la République islamique d'Iran ( RAI ; persan : شركت راه آهن جمهوری اسلامی ایران ou en général راه آهن ایران ). Il existe également des sociétés privées de transport ferroviaire et des entreprises locales qui proposent des transports publics par chemin de fer.
Techniquement, les chemins de fer iraniens suivent les standards du réseau européen à voie normale.

## Histoire

### Né d'un casse-tête politique...
Au XIXe siècle , l'Empire russe et la Grande-Bretagne se disputent la suprématie en Asie centrale (une rivalité qualifiée de Grand Jeu). L'Iran (un "Empire perse" de moins en moins autonome) s'y retrouve coincé dans un conflit d'intérêts entre l'Empire russe, qui cherchait à accéder au golfe Persique par le nord, et la Grande-Bretagne, qui voulait l'empêcher dans l'intérêt de sa colonie d'Inde britannique. Au niveau ferroviaire, la Grande-Bretagne souhaite une liaison est - ouest s'inscrivant dans la tradition de la malle des Indes (Londres - Bombay) et de la route de la soie. Mais outre les réticences russes (plus favorables à une axe nord-sud), le Shah manque d'enthousiasme, vu le faible intérêt de ces projets pour son propre pays. Par ailleurs, pour apaiser les deux empires d'influence, il s'engage à ne construire aucun chemin de fer durant quelques décennies.

### Tentative de modernisation de l'Empire Perse
Des projets concrets de construction d'un chemin de fer en Iran refont surface durant le règne de Nassereddine Shah. Dès 1859, ce dernier envoie des délégations dans une Europe bien installée dans la première révolution industrielle afin de vanter les attraits de son pays aux investisseurs potentiels.

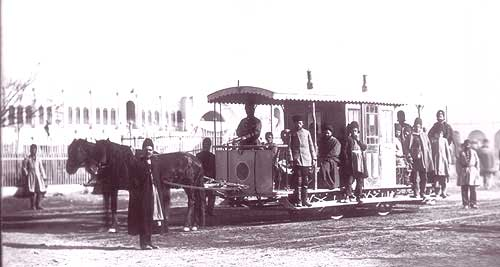
Premier chemin de fer de Perse : un tramway hippomobile (1888)

Un premier groupe d'investisseur se rend sur place et étudie notamment la faisabilité d'un projet de voie ferrée entre Téhéran et le sanctuaire de Shah-Abdol-Azim dans la proche cité historique de Rey. Ils renoncent face à la désorganisation des autorités et aux nombreuses demandes de Bakchich. La réputation de la Perse en est sérieusement entachée, et ce n'est que plus de 20 ans plus tard que l'investisseur et patron de presse allemand Paul Julius Reuter reçoit une concession générale pour l'industrialisation de l'Iran. En 1873, cette concession est annulée à l'instigation du tsar Alexandre II. Il en va de même pour les tentatives de l'investisseur allemand dans le secteur bancaire iranien, torpillées par la Grande Bretagne.
En 1886, une société belge concrétise finalement le projet initial de ligne Téhéran - Rey pour 2 millions de francs belges. Il s'agit d'un chemin de fer à voie métrique dont les matériaux sont exportés depuis la Belgique, la traction étant dans un premier temps assurée par des chevaux. Ce premier tronçon de 8,7 km a été inauguré en 1888. Il sera converti ultérieurement à la traction vapeur et finalement fermé en 1962.

### Enfin vient le temps des "grandes lignes"
Dans le cadre de l' invasion anglo-russe de l'Iran pendant la première Guerre mondiale (visant à faire barrage à la Turquie, alliée de l'Axe), l'armée russe construit entre 1914 et 1916 une ligne de 146 km entre Tabriz – Jolfa (à la frontière avec l'Azerbaïdjan). La voie est à l'écartement large russe. Il s'agissait de la première véritable ligne de chemin de fer à longue distance du pays.
En 1921, ces installations ferroviaires sont rétrocédées par l' Union soviétique à l'État iranien. L'embranchement de 53 km entre Sufian (au Nord de Tabriz) et Scharaf Chanech (sur les rives du lac d'Ourmia) deviendra - dans les années 1970 - le point de départ de la ligne de chemin de fer vers la Turquie et le lac de Van.

### Le chemin de fer transiranien

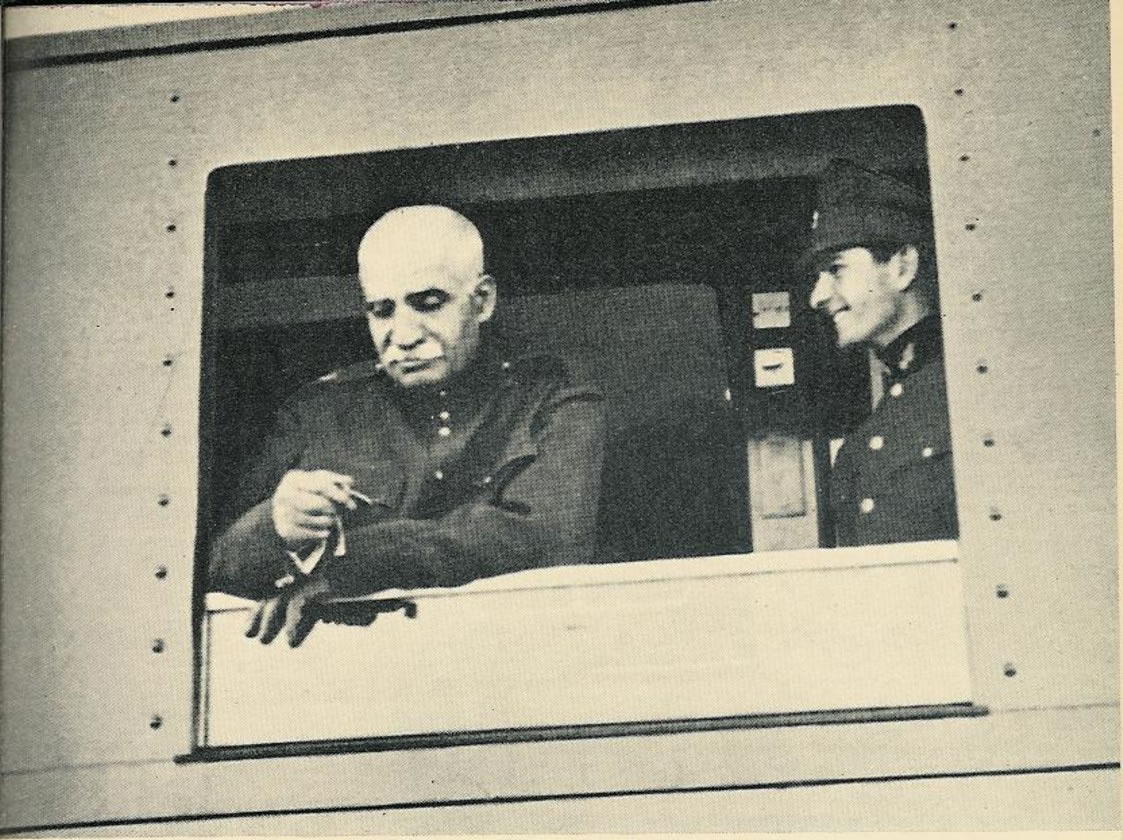
Reza Shah Pahlavi et le prince héritier de l'époque et plus tard Shah Mohammad Reza Pahlavi à la fenêtre d'une voiture-salon

L'arrivée au pouvoir des Pahlavi au début des années 1920 va de pair avec la définition de grands projets d'infrastructure dont le principal est le chemin de fer transiranien. La situation géopolitique du Moyen-Orient se détend à la suite du retrait de l'Union Soviétique de la scène internationale depuis la Révolution d'Octobre. Libérés de ce poids, les européens se concentrent sur leur propre reconstruction et ce sont les États-Unis qui - fort de leur rôle décisif dans la première guerre mondiale - montent en puissance. Le potentiel pétrolifère de la région les incite à soutenir le régime en place et la stabilité qu'il garantit. Reza Chah souhaite construire le chemin de fer transiranien selon un axe nord-sud, entre le golfe Persique et la mer Caspienne. Il souhaite le faire en évitant d'e trop impliquer les puissances étrangères. Il le fera donc financer par une nouvelle taxe sur des biens de consommation courante (le sucre et le thé). Après quinze ans de travaux, et malgré une topographie parfois extrêmement difficile, la ligne - qui a nécessité environ 3000 ponts et de nombreux tunnels, dont 120 dans les seuls monts Zagros - entre en service de bout en bout en 1938, alors que certains tronçons sont exploités dès 1929 par les chemins de fer iraniens.

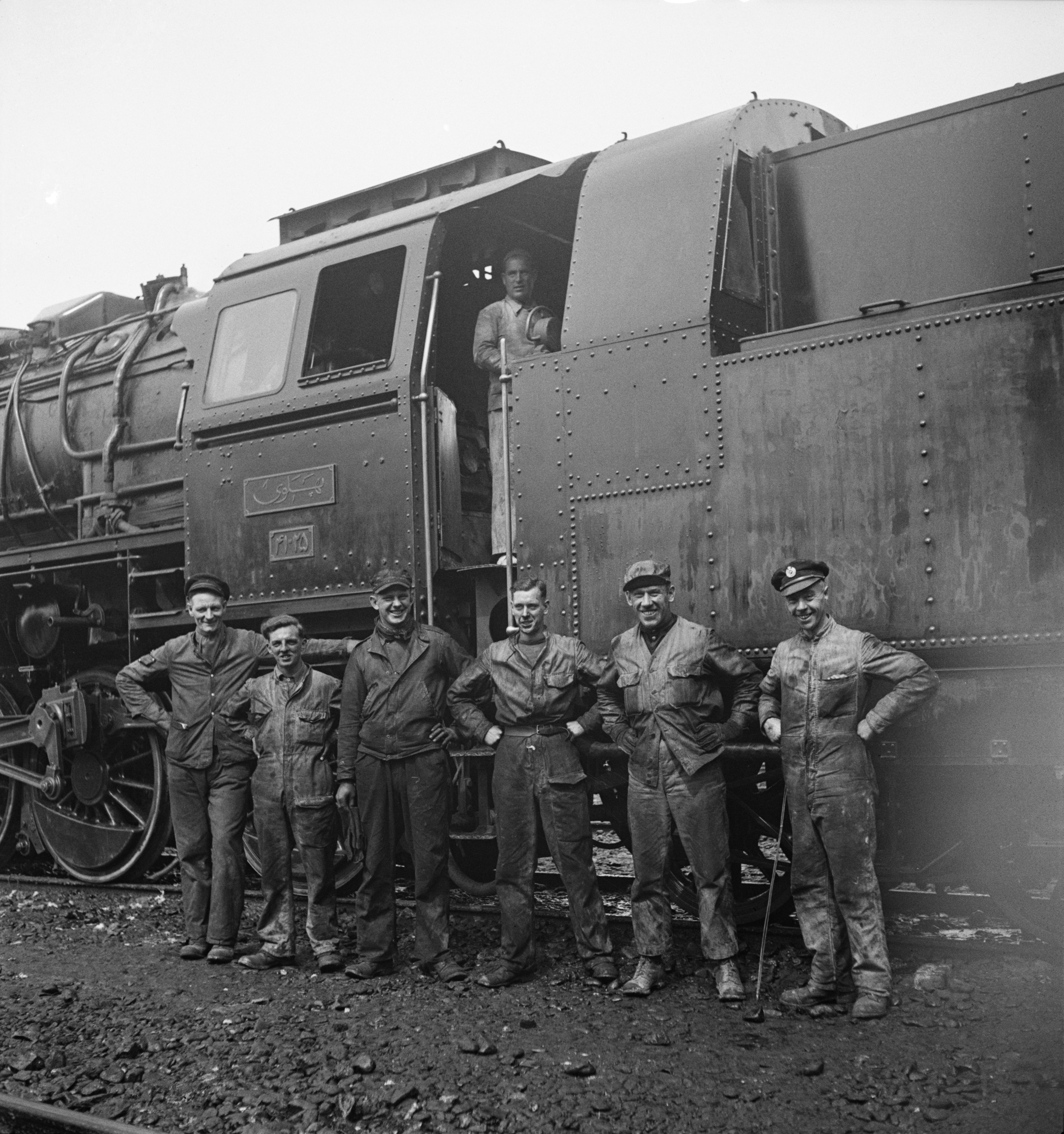
Personnel des chemins de fer militaires américains et britanniques devant leur locomotive sur le chemin de fer transiranien

En 1941, pendant la seconde Guerre mondiale, une nouvelle invasion anglo-soviétique de l'Iran a lieu pour les mêmes raisons que durant le conflit précédent. Les Etats-Unis s'impliquent également, et le "corridor perse" est géré conjointement par les troupes américaines (3473 soldats) et soviétiques afin de ravitailler le front de l'est. De nouveaux embranchements sont posés afin d'alimenter ce front.

### L'extension pour desservir d'autres régions
Après la seconde Guerre mondiale, l'Iran récupère un réseau dont une partie est posé à l'écartement large russe, ce qu'il lui faudra ensuite convertir. À la suite de quoi, sous Mohammad Reza Shah, le réseau ferroviaire poursuit son développement.
À partir de 1979, la révolution islamique puis les conflits avec l'Irak et la première guerre du Golfe mettent cette expansion en suspens. Ce n'est que depuis le début des années 1990 que la remise à niveau et le développement du chemin de fer ont repris en Iran, notamment grâce aux liquidités libérées par le secteur pétrolier iranien qui ont permis de financer des accords de transfert de technologie avec des entreprises ferroviaires étrangères.
En 1975, la ligne reliant Tabriz à Jolfa est devenue la première d'Iran à être électrifiée, malgré la disponibilité du pétrole domestique dans le pays, ce qui justifie que cette seule ligne ait été équipée.

## Spécificités techniques
En raison de la topographie très montagneuse du pays, les lignes doivent en général racheter des dénivelés de l'ordre de 2500m lorsqu'elles démarrent au niveau de la mer. De nombreux ouvrages d'art sont donc nécessaires.
La plus grande partie du réseau a été construite en écartement standard. Dans la zone proche de la frontière du nord, il existe de courts tronçons d'interpénétration à écartement large russe. Les installations de transbordement (ou de permutation d'essieux) sont généralement situées dans les villes frontières iraniennes.
L'ensemble de la ligne Zahedan – Quetta (vers le Pakistan) est à écartement 1676 mm. A Zahedan, les trains à voie large du Pakistan et ceux de l'ouest ont chacun leur gare. Il n'y a pas d'installation de permutation ou d'ajustement d'essieux, de sorte que toutes les marchandises doivent être transbordées (comme c'ets également le cas sur la route qui passe par la Russie).
Les tronçons électrifiés du réseau ferroviaire iranien le sont à la tension de 25 kV / 50 Hz .
En 2014, le tronçon entre Téhéran et Mashhad (925 km) a été équipé du système anglais de protection automatique des trains (ATP). Il s'agit de la première ligne du réseau ferroviaire iranien à être équipée d'une supervision automatique de la vitesse des trains. Il est question d'en équiper plus de 10 000 km de voies. Une centaine d'engins de traction (principalement destinés au transport de voyageurs) seront équipés de ce système. Leparc complet comptait 645 Locomotives et 2076 voitures (passagers).

## Projets
Il existe un projet d'extension du tronçon nord du chemin de fer transiranien en coopération avec la Russie entre la frontière avec le Turkménistan et Garmsar (495 km) à électrifier.
Un autre projet important concerne un tronçon de 926 km entre Téhéran et Mashhad (le tronçon nord du chemin de fer trans-iranien reliant Garmsar et la ligne ferroviaire Garmsar-Mashhad ) en coopération avec la Chine dans le cadre d'une nouvelle route de la soie alternative, contournant la Russie.
Ces projets progressent peu, en raison des sanctions économiques infligées à l'Iran.